# Marlierea krapovickae
Marlierea krapovickae är en myrtenväxtart som beskrevs av Carlos Maria Diego Enrique Legrand. Marlierea krapovickae ingår i släktet Marlierea och familjen myrtenväxter. Inga underarter finns listade i Catalogue of Life.